# Дід'є Робер де Воґонді
Дід'є Робер де Воґонді (фр. Didier Robert de Vaugondy, також відомий як «Robert de Vaugondy» (іноді додають «fils» або «filio»); (1723—1786) — провідний французький географ та картограф XVIII століття. Його батьком є також відомий французький географ та картограф Жиль Робер де Воґонді.

## Життєпис
Дід'є Робер де Воґонді спільно з батьком створив універсальний атлас (Atlas Universel) з 108 карт (1757 рік). Для його створення були використані старі джерела, звірені з більш сучасними картами. На багатьох були виправлені широти і довготи згідно з астрономічними спостереженнями. Старий матеріал був змінений з додаванням безлічі нових топонімів. 1760 р. Дід'є Робер де Вугонді був призначений географом Людовика XV, був також Королівським географом польського короля Станіслава Лещинського, з 1756 р. членом Академії наук. Основні праці: «Essai sur l'histoire de la géographie» (1755), «Tablettes parisiennes» (1760), «Cosmographie» (1763), «Institutions géographiques» (1766), «Atlas de la France et de l'Europe» (1785). Після смерті батька Дід'є співпрацював з Шарлем-Франсуа Делямаршем (Charles-François Delamarche), який бл. 1784 р. перебрав майстерню Д. Робер де Воґонді і став його спадкоємцем.

## Карти України

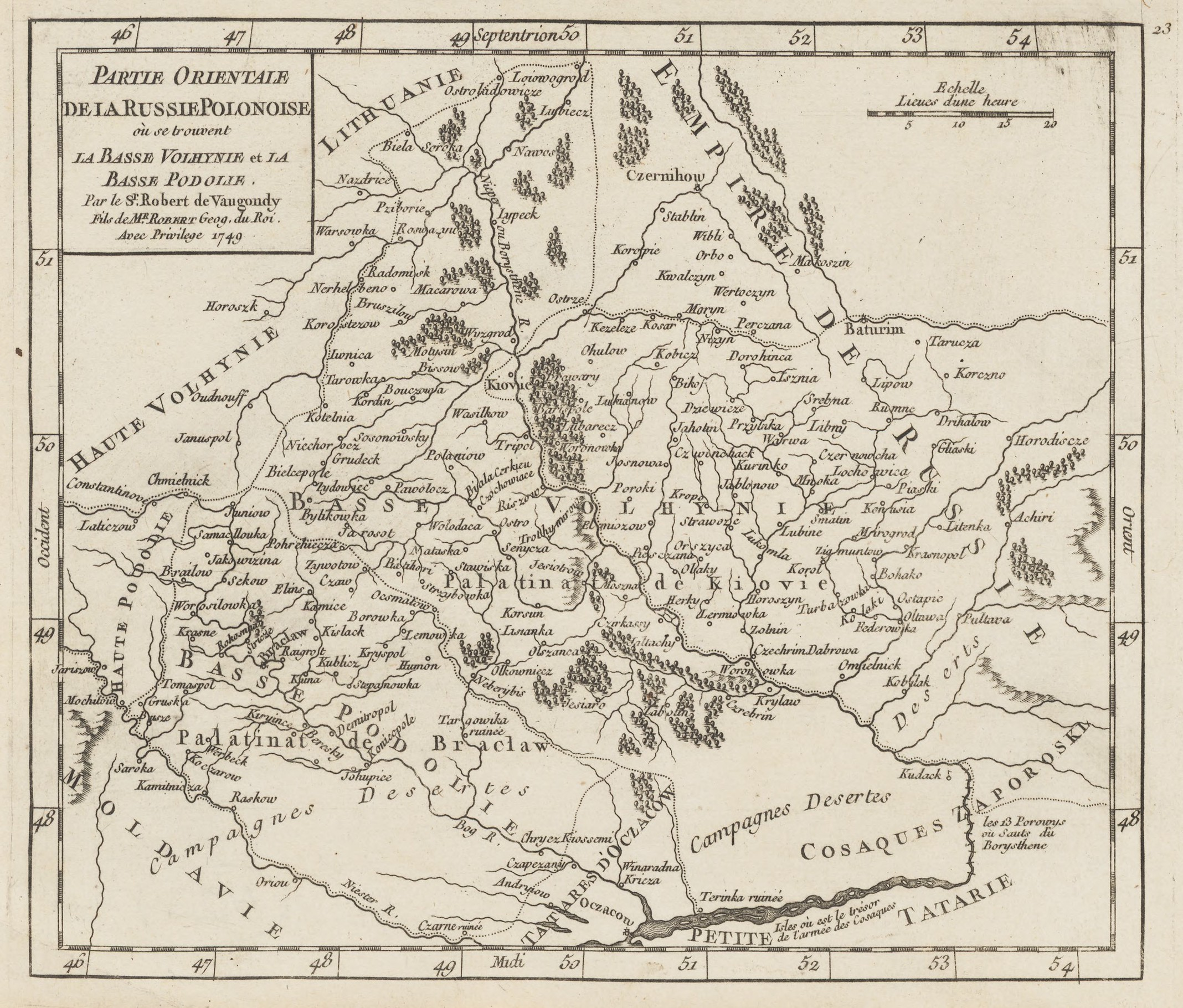
Мапа «Східна частина Польської Русі, де розташована Нижня Волинь і Нижнє Поділля» («Partie orientale de la Russie Polonoise, où se trouvent la Basse Volhynie et la Basse Podolie»), 1749 рік.

1748 рік. Карта «Russie Blanche ou Moscovie…» (Русь Біла, або Московія) поміщена в атласі «Atlas portatif universel et militaire». Лівобережна Україна позначена як Ukraie ou Cosaquie (Україна Козацька), Правобережна Україна — Pologne (Польща)..
1751 рік. Жиль Робер де Воґонді та Дід'є Робер де Воґонді створюють карту «L'Europe divisee en ses principaux Etats…». Видана в Парижі в 1757 р. в «Atlas Universel». Масштаб 1:9 500 000. На півдні Київська та Білгородська губернії межують з землями Запорізьких козаків (Cosaques Zaporiski) і Ногайців (Tartares Nogayes). На карті напис Dzyke Pole (Дике Поле) розміщений на землях запорізьких козаків.
1752 рік. Жиль Робер де Воґонді та Дід'є Робер де Воґонді створюють ще одну карту «Partie méridionale de la Russie européenne où sont distinguées exactement toutes les provinces, d'après le détail de l'Atlas Russien» де показано українські землі. Ця мапа теж видана в Парижі в 1757 р. в «Atlas Universel». Масштаб 1:3 400 000. На півдні Київська та Білгородська губернії межують з землями Запорізьких козаків (Cosaques Zaporiski) і Ногайців (Tartares Nogayes).
1754 рік. Жиль Робер де Воґонді та Дід'є Робер де Воґонді доповнюють карту «Partie méridionale de la Russie européenne où sont distinguées exactement toutes les provinces, d'après le détail de l'Atlas Russien» картою-вставкою «Developpement de la Nouvelle Servie» (Адміністративні кордони Нової Сербії). Мапа видана в Парижі. Франсуа Сантіні в 1776 р. перевидає її в «Atlas Universel dressée sur les meuilleures cartes modernes 1776», а пізніше у Венеції в 1784 р.
На карті з'являється напис «UKRAINE». Середня Наддніпрянщина (Правобережна та Лівобережна) позначена як «UKRAINE». На півдні Київська та Білгородська губернії межують з землями Запорізьких козаків (Cosaques Czaporowski) та Ногайців (Tartares Nogayes).На основній карті землі Запорізьких козаків (Cosagues Czaporowski) та Кримського ханства (Petite Tatarie) замальовані одним кольором і в одних кордонах. Таким чином, французькі картографи показали землі Запорізьких козаків у складі Кримського ханства, яке в цей час знаходилося (до 1774 р.) в складі Османської імперії. На карті добре видно, що Zaporozskaia Sjecza (Запорізька Січ) і Kudak (тепер м. Дніпро) позначені як міста з невеликими фортецями. Elisabethgorod (Кропивницький), Ingulgorod (?) показані містами без фортець.
На спеціальній вставці «Developpement de la Nouvelle Servie» (Адміністративні кордони Нової Сербії) розташування Нової Сербії відповідає північній частині Кіровоградської області нинішньої України. Територія Нової Сербії з адміністративним поділом на полки показана у складі Російської імперії. Таким чином, підтверджувалася належність земель до Росії. А ось територію Запорізьких козаків показано як нейтральну (Neutre). У нижній (південній) частині вставки вказаний кордон з Туреччиною (Frontieres de la Turquie).